# 萬福寺 (鎌ケ谷市)
萬福寺（まんぷくじ）は、千葉県鎌ケ谷市にある日蓮宗の寺院。

## 歴史
1575年（天正3年）、日光によって開山された。同県市川市の法華経寺の末寺である。
元々は別の場所に位置しており、ある時期に現在地に移転したものと推測される。旧所在地には「正林坊」と呼ばれる当寺の別院が置かれていた。正林坊は1710年（宝永7年）の記録にもあることから、移転時期はそれ以前となる。正林坊は現存していない。

## 文化財
- 万福寺境内遺跡（鎌ケ谷市指定文化財）[2]

## 交通アクセス
- 鎌ヶ谷駅より徒歩26分。